# Hawklords (2008)
Hawklords is een Britse muziekgroep binnen de niche spacerock.

## Band
Qua naam is de band een voortzetting van de gelijknamige band die al eind jaren zeventig kortstondig werkzaam was. Ze bestond toen uit leden van Hawkwind. De leden gingen na dit korte avontuur weer verder onder de naam Hawkwind.
De basis voor de nieuwe Hawklords werd gelegd tijdens een concert, dat Nik Turner wilde geven voor Robert Calvert (beiden ooit lid van Hawkwind). Een concert op 28 september 2008 werd gegeven door de musici Ron Tree, Danny Thompson, Nik Turner, Jerry Richards, Alan Davey, Harvey Bainbridge, Steve Swindells, Jim Hawkman, Hudge Trev, Martin Griffin en Adrian Shaw. Een tweede aanzet was een voor Barney Bubbles georganiseerd concert op 29 oktober 2009, daarop volgde een aantal concerten in Nederland, België, Duitsland en Engeland. Meespelenden waren toen Ron Tree, Nik Turner, Jerry Richards, Adrian Shaw, Harvey Bainbridge, Steve Swindells en Meurig Griffiths. Ook Adrian Shaw was even van de partij. Terug in Engeland werd er in 2012 een eerste album opgenomen onder de titel We are one. Vanaf dan kreeg Hawklords te maken met hetzelfde fenomeen als waar Hawkwind te maken had; een steeds wisselende samenstelling. De band bracht regelmatig albums uit.

## Discografie
- We are one - 2012, LORDS0912, distributed by Shellshock[1]
- Dream - 2013, LORDS0913, distributed by Shellshock[2]
- Censored  - 2014, LORDS0914, distributed by Shellshock[3]
- R:evolution - 2015, LORDS1015, distributed by Shellshock[4]
- Fusion - 2016, LORDS1016, distributed by Shellshock[5]
- Six - 2017, LORDS1017, distributed by Shellshock[6]
- Brave New World - 2018, LORDS1018, distributed by Shellshock[7]
- Heaven's gate  - 2019, LORDS2019, distributed by Shellshock
- Hawklords live - 2020 bij Shellshock
- Time - 2021 bij Shellshock